# Länsrätten i Jönköpings län
Länsrätten i Jönköpings län var en svensk länsrätt, vars domkrets omfattade Jönköpings län. Kansliort var Jönköping. Länsrätten i Jönköpings län låg under Kammarrätten i Jönköping. 2010 ersattes Länsrätten i Jönköping län av den nya Förvaltningsrätten i Jönköping.

## Domkrets
Länsrätten i Jönköpings läns domkrets bestod av Jönköpings län och omfattade Aneby, Eksjö, Habo, Gislaveds, Gnosjö, Jönköpings, Mullsjö, Nässjö, Tranås, Vaggeryds, Vetlanda och Värnamo kommuner. Beslut av kommunala myndigheter i dessa kommuner överklagades därför som regel till Länsrätten i Jönköpings län. Mål om offentlighet och sekretess överklagades dock direkt till Kammarrätten i Jönköping.

## Centrala statliga myndigheter vars beslut överklagades till Länsrätten i Jönköpings län
Beslut av Jordbruksverket och Skogsstyrelsen överklagades till Länsrätten i Jönköpings län, eftersom dessa myndigheter har sina säten i Jönköping.
Från den 15 februari 2010 tillhör domkretsen Förvaltningsrätten i Jönköping.